# Nigma
Nigma es un género de arañas araneomorfas de la familia Dictynidae. Se encuentra en Norteamérica, Eurasia y África.

## Lista de especies
Según The World Spider Catalog 12.0:
- Nigma conducens (O. Pickard-Cambridge, 1876)
- Nigma flavescens (Walckenaer, 1830)
- Nigma gertschi (Berland & Millot, 1940)
- Nigma gratiosa (Simon, 1881)
- Nigma hortensis (Simon, 1870)
- Nigma laeta (Spassky, 1952)
- Nigma linsdalei (Chamberlin & Gertsch, 1958)
- Nigma longipes (Berland, 1914)
- Nigma puella (Simon, 1870)
- Nigma shiprai (Tikader, 1966)
- Nigma tristis (Spassky, 1952)
- Nigma tuberosa Wunderlich, 1987
- Nigma vulnerata (Simon, 1914)
- Nigma walckenaeri (Roewer, 1951)